# Learjet 45
El Learjet 45 es un avión de clase ejecutiva producido por Bombardier Aerospace.

## Historia
El desarrollo del LJ45 fue anunciado por Bombardier en septiembre de 1992, y el primer vuelo de los aviones del prototipo ocurrió el 7 de octubre de 1995 durante el 32° Aniversario del primer vuelo del Learjet 23. La certificación de la FAA fue retrasada, y finalmente se concedió en el mes de septiembre de 1997, posteriormente se realiza la entrega de los primeros aviones a los clientes en enero de 1998.
La cabina está equipada con 4 pantallas del sistema Primus 1000 EFS de Honeywell. El avión es impulsado por dos motores Honeywell TFE731-20 controlados por computadora, una versión desarrollada específicamente para esta armadura de avión. Una unidad auxiliar de poder proporciona la energía de tierra.
El Learjet 45XR es una versión aumentada, introducida en junio de 2004, ofreciendo despegues con mayor peso, una travesía más rápida y más rápida maniobrabilidad con respecto al LJ45. Los aumentos son debido al incremento a la configuración de los motores TFE731-20BR. Los propietarios de su LJ45 pueden actualizar sus aviones mediante la incorporación de varios boletines de servicio.
En tamaño, el LJ45 y LJ45XR se encuentran entre los pequeños Learjet 31 y Learjet 40 y el más grande Learjet 60 dentro de la línea de producción de los Lear. De Havilland Canada fabrica las alas, mientras que la subsidiaria de Bombardier Short Brothers de Irlanda del Norte construye el fuselaje y la cola.
El Learjet 45 es también uno de los aviones principales del juego Microsoft Flight Simulator.

## Accidentes e incidentes
- El 4 de noviembre del 2008, falleció Juan Camilo Mouriño Secretario de Gobernación de México en el gobierno de Felipe Calderón Hinojosa en un accidente aéreo, cuando el avión Learjet 45 matrícula XC-VMC en el que viajaba procedente de San Luis Potosí, se estrelló a las 18:46 h en las inmediaciones del Bosque de Chapultepec en la Ciudad de México.[3]
- El 21 de febrero del 2021, 6 militares de la fuerza aérea mexicana fallecieron, mientras el Learjet 45 en el que viajaban se estrelló al despegar del Aeropuerto Nacional El Lencero, en Xalapa, Veracruz.

## Especificaciones (Learjet 45)

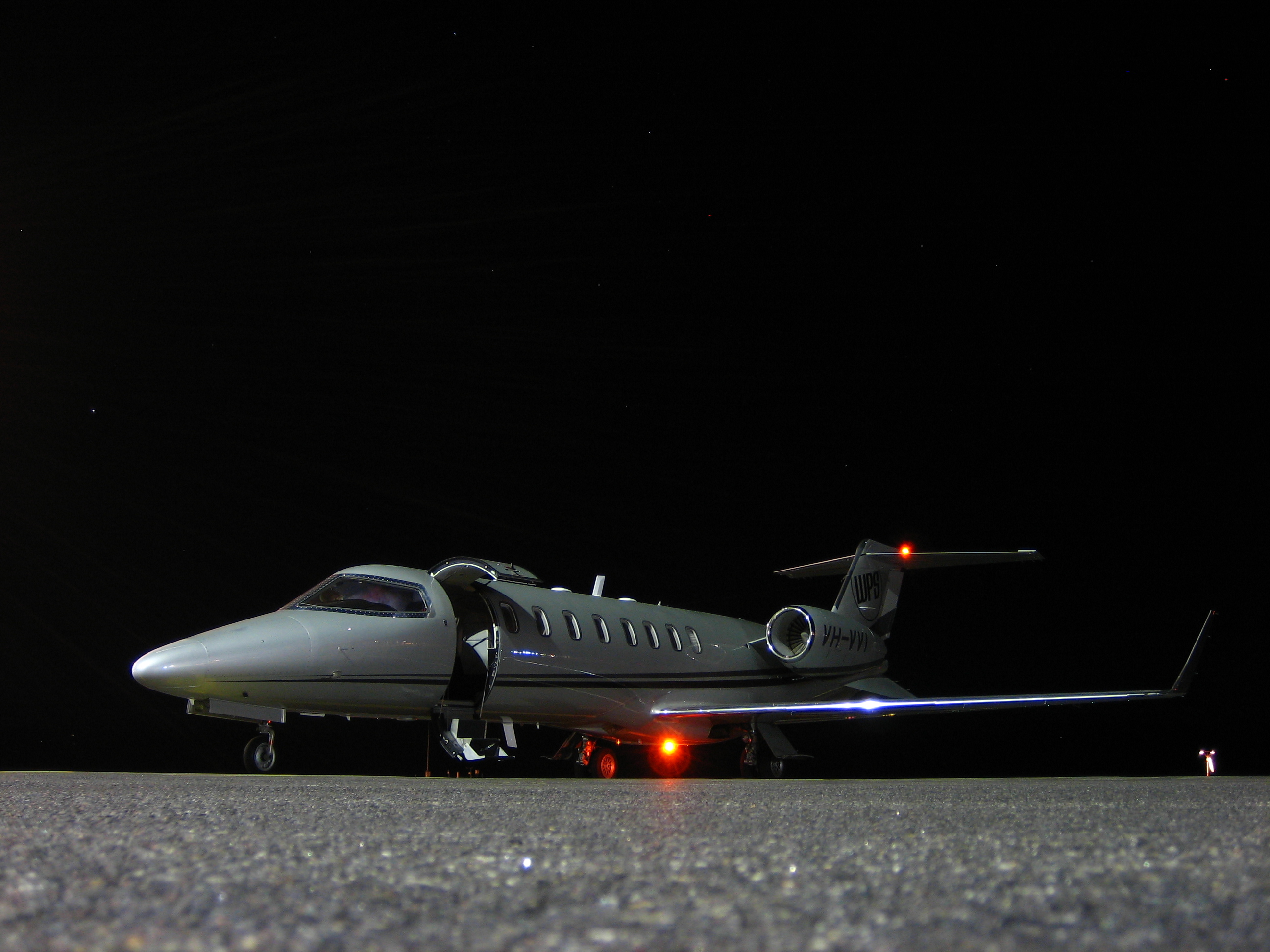
Vista nocturna de un Learjet 45.

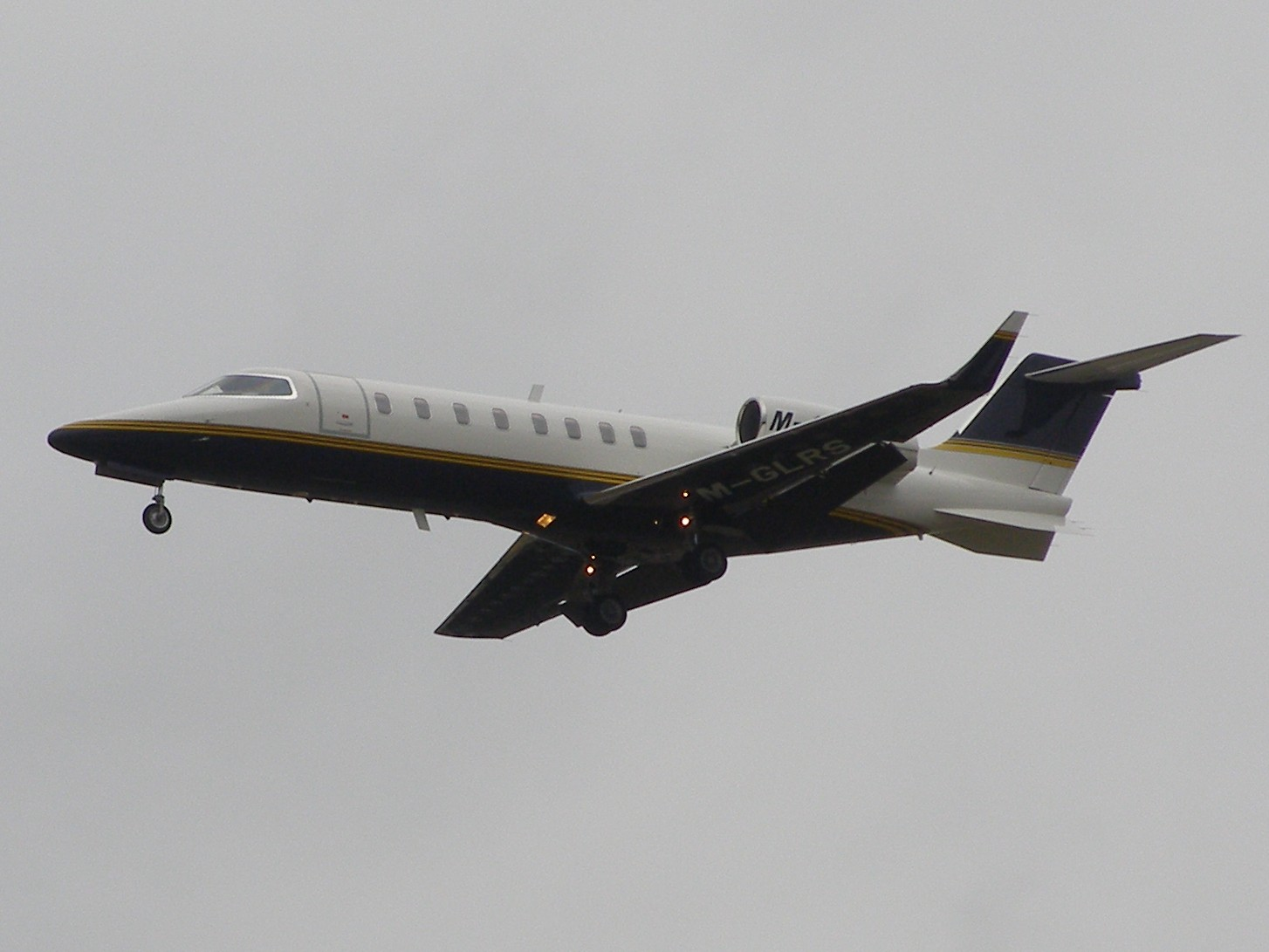
Learjet 45 sobre la Isla de Man.

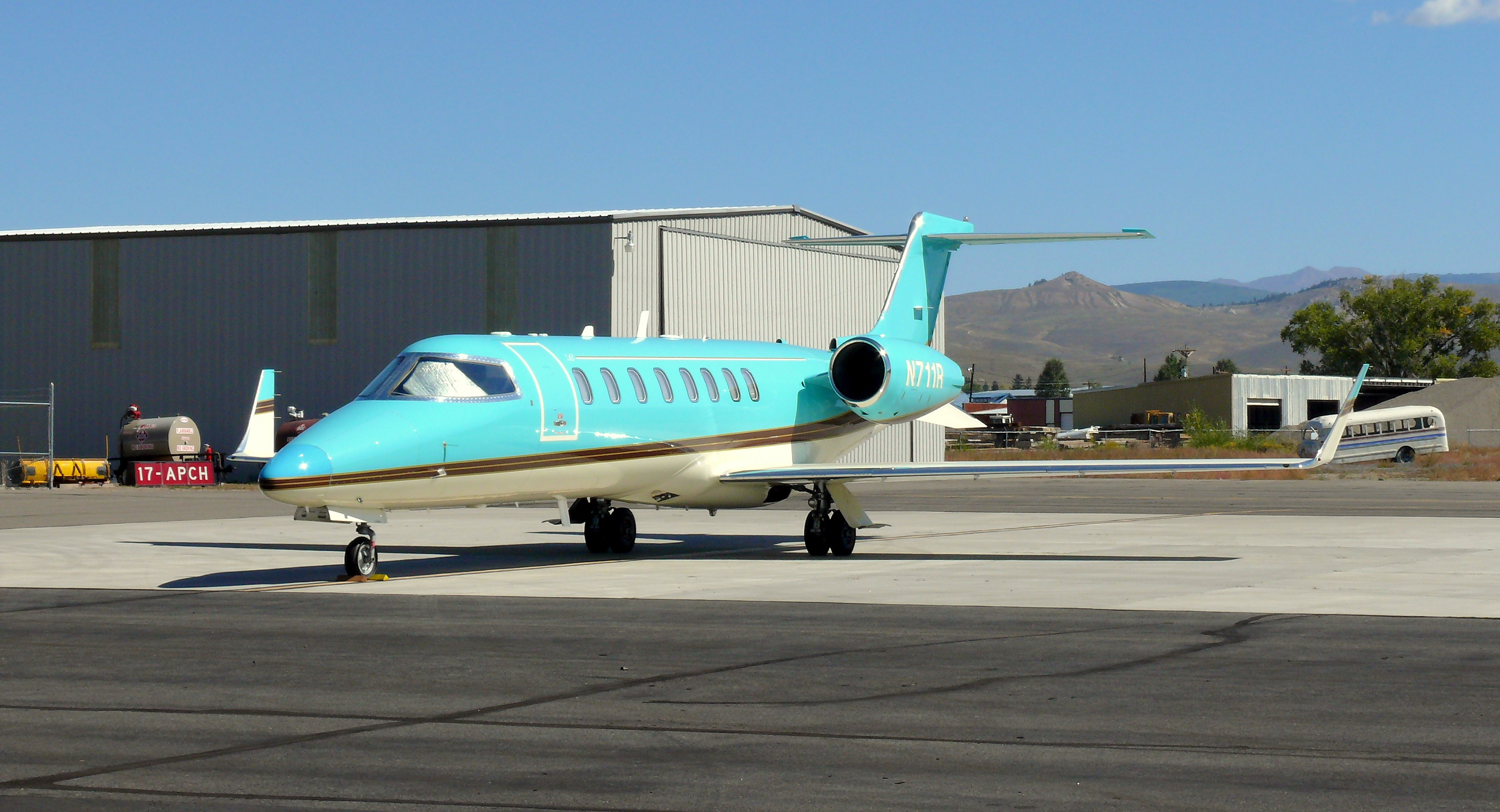
Learjet 45 estacionado en el aeropuerto del condado de Gunnison, Colorado.

Referencia datos: 

### Características generales
- Tripulación: 2 pilotos
- Capacidad: 9 pasajeros
- Longitud: 17,7 m (58 ft)
- Envergadura: 14,6 m (47,8 ft)
- Altura: 4,3 m (14,1 ft)
- Superficie alar: 29 m² (312,2 ft²)
- Peso vacío: 6212 kg (13 691,2 lb)
- Peso máximo al despegue: 9750 kg (21 489 lb) incrementado a 21 500 libras (9752 kg) en 2003.
- Planta motriz: 2× turbofán Honeywell TFE731-20.
  - Empuje normal: 15,6 kN (1588 kgf; 3500 lbf) de empuje cada uno.

### Rendimiento
- Velocidad máxima operativa (Vno): 859 km/h (534 MPH; 464 kt)
- Velocidad crucero (Vc): 846 km/h (526 MPH; 457 kt)
- Alcance: 3926 km (2120 nmi; 2440 mi)
- Radio de acción: km
- Alcance en combate: km
- Alcance en ferry: km
- Techo de vuelo: 15 545 m (51 000 ft)